# Uruguayische Literatur
Die uruguayische Literatur ist die spanischsprachige Literatur Uruguays. Die La-Plata-Region bildete bis etwa 1830/1840 eine kulturelle Einheit. Auch danach gab (und gibt es bis heute) enge Beziehungen zur argentinischen und natürlich auch zur spanischen Literatur. Ende des 19. Jahrhunderts machten sich auch französische Einflüsse bemerkbar. Die Literaturproduktion konzentrierte sich stets auf Montevideo. Aus dem Norden des Landes sind nur wenige Autoren bekannt geworden. Dort wird in der Grenzregion zu Brasilien Portuñol (Portunhol) gesprochen. Eine Literatur in indigenen Sprachen hat in Uruguay nie existiert.

## Die Anfänge:Costumbrismo, Neoklassik, Romantik
Zu den frühesten Formen der Literatur Argentiniens und Uruguays – ursprünglich ein 1828 durch englische „Vermittlung“ geschaffener Pufferstaat zwischen Argentinien und Brasilien – gehört die um 1810 geschaffene Gauchodichtung. Als ihr Begründer gilt Bartolomé Hidalgo (1788–1822), der Schöpfer des im ländlichen Dialekt verfassten Diálogo de dos gauchos: Trejo y Lucero. Auch städtische Autoren der La-Plata-Region bedienten sich der sog. Gauchosprache und kultivierten diese in Werken, die dem Costumbrismo zugerechnet werden können. Unter der Diktatur des Juan Manuel de Rosas in Argentinien flohen viele argentinische Literaten und Oppositionelle nach Montevideo oder veröffentlichten dort ihre Arbeiten.
Die Neoklassik wurde durch Arbeiten von Francisco Acuña de Figueroa (1791–1862), den Verfasser der Nationalhymne Uruguays und Paraguays, repräsentiert, die unspektakulär-mittelmäßige Phase der Romantik u. a. durch Adolfo Berro (1819–1841) und Juan Zorrilla de San Martín (1855–1931). Letzterer ist Verfasser des historischen Epos Tabaré (1888) über einen halbspanischen Indianerfürsten, das als Vorlage für Opern und für einen Film diente (Tabaré (1917)), sowie des Gedichts La epopeya de Artigas (1910) über den Nationalhelden Artigas.
Lautréamont, der französische Symbolist und Vorläufer des Surrealismus, wurde in 1846 Uruguay geboren, das er bereits 1859 verließ.

## Realismus und Naturalismus

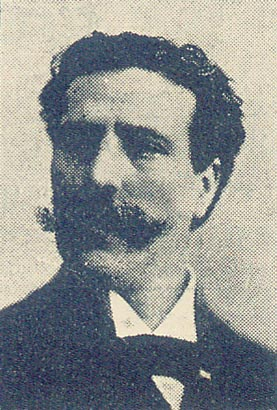
Eduardo Acevedo Díaz

Einen sozial-aufklärerischen Realismus vertrat der in seiner künstlerischen Wahrnehmung noch der Romantik verhaftete Romanautor und konservative Politiker Eduardo Acevedo Díaz (1871–1921), der die ersten (historischen) Romane und Erzählungen (El combate de la tapera, Buenos Aires 1892) Uruguays verfasste und – beeinflusst von Homer – die Figur des einheimischen Helden schuf. Mit seinen Werken vollzog sich der Übergang von der „Literatur in Uruguay“ zur „uruguayischen Literatur“.
Carlos Reyles begann sein Werk in den 1880er und 1890er Jahren als Realist oder Naturalist (Beba, 1894). Der spanischen Literatur sprach er ihre Vorbildfunktion ab; in Primitivo (1896) knüpft er an die französische Fin de Siècle-Literatur an.
Als einziger Repräsentant des Naturalismus kann Javier de Viana gelten (1868–1926), der von 1904 bis 1918 im argentinischen Exil lebte und das Leben des Gaucho, einer zu Beginn des 20. Jahrhunderts untergehenden Kultur, detailreich beschrieb. In den Dialogen seiner Romane benutzte er den Dialekt; eine präzise, fast naturwissenschaftliche Begrifflichkeit kennzeichnet seine Naturbeschreibungen.

## 1900–1930:Regionalismo,Symbolismo,Modernismo,Avantgarde
Nach einer Phase von Bürgerkriegen kam es nach 1904 zu einer ersten kulturellen Blüte Uruguays. Die Theaterstücke von Florencio Sánchez (1875–1910), der als Gründervater des Theaters in der La Plata-Region gilt, behandeln soziale Probleme und werden aufgrund ihrer präzisen Beobachtungen regionaler und sozialer Milieus und Klassen bis heute gespielt. 1903 wurde sein erstes Stück M'hijo el dotor (Mein Sohn, der Doktor) zu einem großen Erfolg.
Der Essay Ariel des Symbolisten José Enrique Rodó gilt als eines der wichtigsten und einflussreichsten literarischen Werke Uruguays. Im Jahr 1900 verfasst, zeigt es den Einfluss Henri Bergsons und handelt von der Möglichkeit, spirituelle Werte in einer Welt des materiellen und technischen Fortschritts und die lateinamerikanische Identität gegen die Dominanz externer Einflüsse zu verteidigen. Damit sind die Vereinigten Staaten und ihre imperialen Expansionsbestrebungen vor allem im Spanisch-Amerikanischen Krieg gemeint. Caliban und Ariel, zwei Figuren aus Shakespeares Der Sturm, repräsentieren dabei die gegensätzlichen Werte des Utilitarismus und Ästhetizismus. Die von Rodó begründete Strömung wird als Arielismo bezeichnet; er bezieht sich dabei auch auf Gedanken des Brasilianers José Veríssimo.

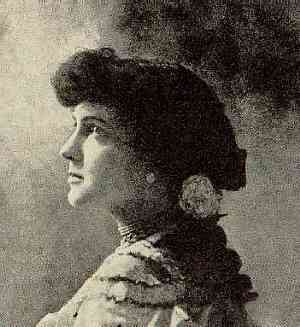
Delmira Agustini

Die modernistische Lyrik wurde von Julio Herrera y Reissig (1875–1910) im Jahr 1900 nach Uruguay gebracht. Er veröffentlichte zu Lebzeiten nur einen Gedichtband und konnte nie von seinen literarischen Einkünften leben. So arbeitete er wie viele andere für Zeitungen, als Diplomat und in anderen staatlichen Positionen. Sein Nachlass wurde in fünf Bänden publiziert. Nach spätromantischen Anfängen bündeln sich bei ihm alle Themen des Fin de Siècle wie Erotik, Todesnähe, Dämmerung und Seelenlandschaften. Dabei geht er bis an die Grenze des Sprachvermögens. Als eine der bedeutendsten lateinamerikanischen Dichterinnen des Modernismo gilt Delmira Agustini (1886–1914), die wie Herrera y Reissig der Generación del 900 (Generation 1900) zugerechnet wird. Auch ihre Themen sind Erotik und Tod. Ebenfalls zu dieser Generation zählt María Eugenia Vaz Ferreira (1875–1924); ihre spätmodernistisch-metaphysischen Dichtungen, die die Perspektive einer urbanen Flaneurin erkennen lassen, wurden posthum veröffentlicht.
Durch den Ersten Weltkrieg wurde das Land von europäischen Einflüssen abgeschnitten. Nach dem Krieg entwickelte sich in Uruguay wie überall in Lateinamerika der Cuento, die Kurzerzählung, die das Einmalige und Besondere hervorhebt und sich weniger durch einen dramatischen Höhepunkt als durch atmosphärische Dichte auszeichnet. In der Folge verdrängte der Cuento weitgehend den Roman; denn es mangelte der Literatur Uruguays, einem durchweg gebildeten Land, in dem es kaum noch Indios, kein Öl oder andere Bodenschätze, kaum eine Armee und weniger Umstürze als anderswo in Lateinamerika gab, offenbar an dramatischen Konflikten, deren Darstellung die Form des Romans erfordert hätte, wie Mario Benedetti anmerkte.
Auch wenn die Avantgarde nicht so ausgeprägt war wie in Argentinien, fand der Futurismus nach dem Ersten Weltkrieg einige Anhänger in Uruguay. Zu seinen wichtigsten Vertretern zählt der in Peru geborene Juan Parra del Riego (1894–1925). Als politischer Autor, Essayist und Dichter (Los himnos, 1927) trat in der Zwischenkriegszeit der Begründer der sozialistischen Partei Uruguays, der Rechtsanwalt Emilio Frugoni (1880–1969) hervor.

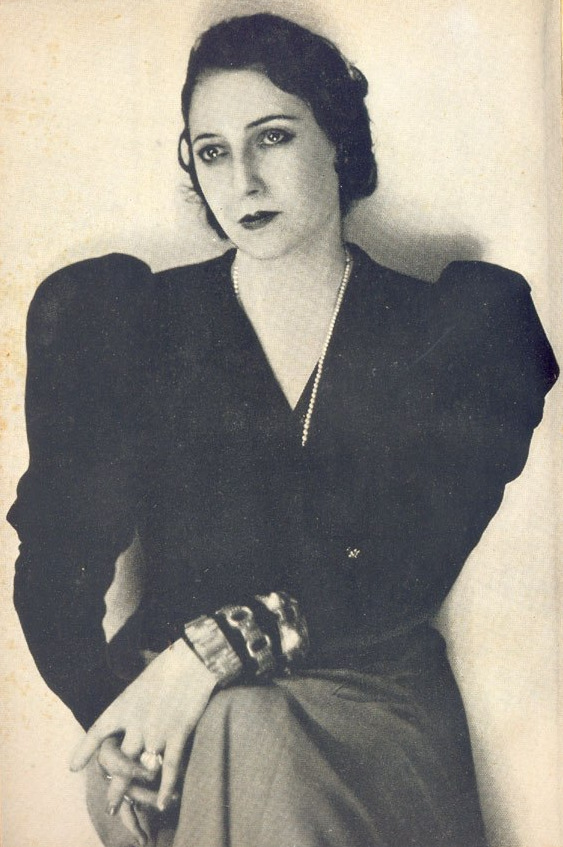
Juana de Ibarbourou

Die als Juana de América bekannt gewordene Juana de Ibarbourou (1892–1979) war eine Vertreterin einer modernistisch-melancholischen Poesie, insbesondere einer femininen Liebeslyrik. Seit den 1930er Jahren zeigen ihre Arbeiten surrealistische Einflüsse und trägt pessistische Züge. Der in Uruguay geborene Lyriker Jules Supervielle lebte überwiegend in Frankreich in publizierte in französischer Sprache. Er spielte mit klassischen französischen und spanischen Versformen; einige seiner schwer zu übersetzenden, bei aller Verständlichkeit assoziationsreichen Gedichte wurden von Paul Celan ins Deutsche übertragen.

## 1930–1945: Die pessimistischeGeneración del centenario

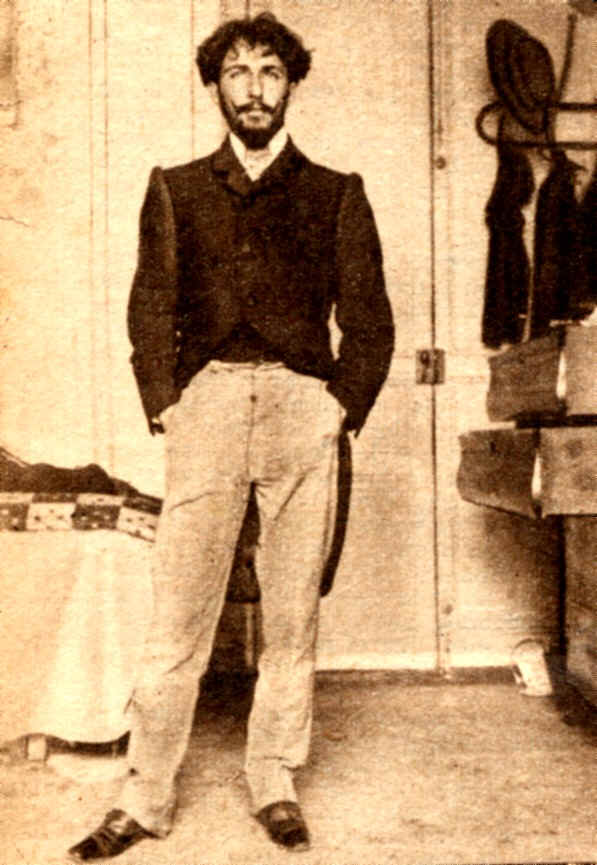
Horacio Quiroga (1900)

Die Weltwirtschaftskrise stürzte die Mittelschichten in Armut und das Land in tiefen Pessimismus, der auch in der Weiterentwicklung des Cuento seinen Ausdruck fand. Da sich der Buchmarkt in Uruguay als sehr eng erwies, waren immer mehr Autoren darauf angewiesen, in Argentinien zu publizieren oder dorthin auszuwandern. Dazu zählt der bedeutende Erzähler Horacio Quiroga (1878–1937), der eigentlich noch der Generation 1900 zugehörte, eine Zeitlang in Paris lebte und zunächst mit der Sprache experimentierte. Später schrieb er im naturalistischen Stil von Edgar Allan Poe beeinflusste phantastisch-detailreiche Geschichten über die Wildnis und das Reich der Tiere am Río Paraná, die ihn zum Vorläufer einer lateinamerikanischen Science-Fiction-Dichtung machten. Den größten Teil seines Lebens verbrachte er in Argentinien. Quiroga ist neben dem noch von der Romantik beeinflussten Argentinier Leopoldo Lugones (1874–1938) der erste einer Reihe von Literaten, die das Phantastisch-Absurde in die Erzählkunst des La Plata-Raums einführen; der Fantasy-Autor Felisberto Hernández (1902–1964) und Giselda Zani folgen darin ihm und dem Argentinier Jorge Luis Borges. Für diese Autoren ist nicht die Norm das Interessante, sondern die excepción, die Ausnahme, das Unwahrscheinliche.
Der Pessimismus der zwischen etwa 1895 und 1910 geborenen Autoren trat in den Cuentos und Romanen der 1930er Jahre hervor und wurde auch in der Lyrik deutlich. Man nannte diese Autoren die Generation von 1930 oder Generación del centenario nach der Hundertjahrfeier der uruguayischen Unabhängigkeit, obwohl sie sich meist nicht einmal persönlich kannten und während der Diktatur von Gabriel Terra 1931 bis 1938 nur in kleinen Gruppen wirkten. Dazu zählten der durch seine Erzählung Raza ciega („Blinde Rasse“, 1926) bekannt gewordene Francisco Espínola (1901–1973), ferner der Erzähler Juan José Morosoli (1899–1957), der Dramatiker und Erzähler Justino Zavala Muniz (1898–1968) und der Lyriker Líber Falco (1906–1955). Diese Autoren und auch die christlichen Lyrikerinnen Esther de Cáceres (1903–1971) und Juana de Ibarbourou (1892–1979) vertraten einen Regionalismo oder criollismo (Kreolismus), der sich wieder traditionellen ästhetischen Modellen der Jahrhundertwende zuwandte; er fand auch in der Malerei und Musik einen Niederschlag. Ein spätes Werk der postnaturalistischen Gaucholiteratur ist El gaucho Florido (1932) von Carlos Reyles, das den Niedergang der Lebensweise der Gauchos spiegelte.

## Großstadtliteratur nach 1945

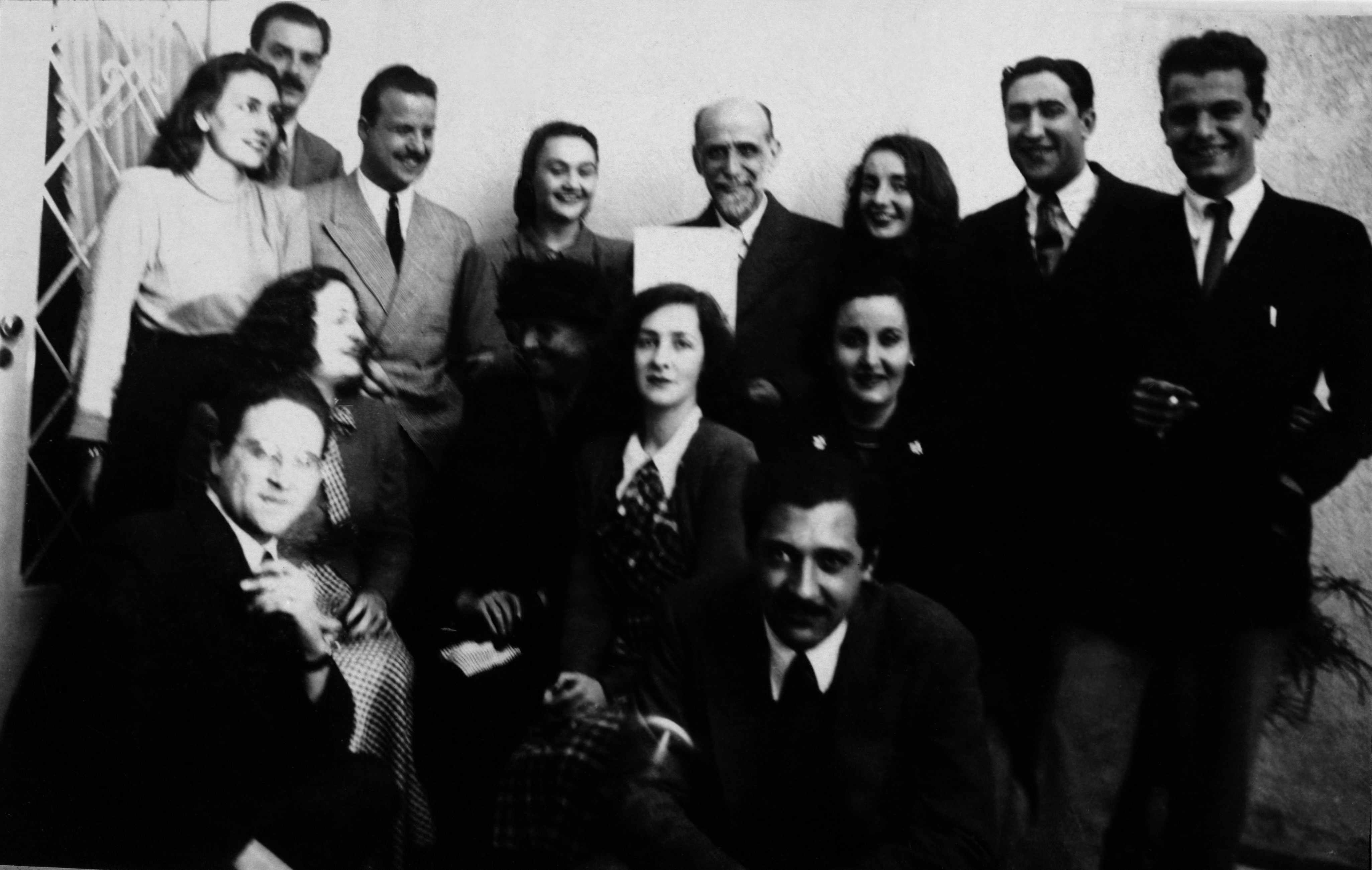
Die Generación del 45 präsentiert sich bei einem Besuch des spanischen Dichters Juan Ramón Jiménez. Von links nach rechts stehend: María Zulema Silva Vila, Manuel Arturo Claps, Carlos Maggi, María Inés Silva Vila, Juan Ramón Jiménez, Idea Vilariño, Emir Rodríguez Monegal, Ángel Rama. Sitzend: José Pedro Díaz, Amanda Berenguer, Zenobia Camprubí, Ida Vitale, Elda Lago, Manuel Flores Mora.

Nach 1945 entstand in Montevideo eine großstädtische Literatur: das movimiento montevideoanista. Die Erzählungen und Kurzromane von Andressen Banchero (1925–1987) behandeln das Alltagsleben in den bescheidenen Vorstadt-Barrios (Triste de la calle cortada, 1975). Er erhielt verschiedene Auszeichnungen für sein literarisches Werk und war der führende Kopf der Gruppe um die Zeitschrift Asir (1948–1959). Auch Carlo Martínez Moreno (1917–1986) schloss sich dem Trend der kritischen Großstadtliteratur an. Er schilderte die versnobte Gesellschaft Montevideos. Clara Silva (1905–1976) kritisierte die Saturiertheit Montevideos; sie befasste sich in ihren Romanen mit religiösen Sorgen und Obsessionen frustrierter Hausfrauen, aber auch mit den Erfahrungen eines jugendlichen Delinquenten mit der Polizei. Ihre pessimistische Weltsicht teilt sie mit den jüngeren Autoren der Generación del 45, während sich Alfredo Gravina (1913–1995) am Vorbild Maxim Gorkis orientierte.
Als wegweisend für die neuere uruguayische Literatur erwies sich bereits das erste kurze Buch El Pozo (1939; „Der Schacht“, dt. Taschenbuchausgabe 2020) des u. a. von Louis-Ferdinand Céline und William Faulkner geprägten Avantgardisten Juan Carlos Onetti (1909–1994), der dadurch sogleich bekannt wurde. Ein Mann steigt tief hinab in den Schacht seiner kriminellen Schuld und seiner Lebenslügen. Onetti löst sich in seinen weiteren Werken von den Vorbildern der älteren Generation und kritisiert den gauchismo: Für ihn ist nicht der alte Gegensatz Europa – Südamerika bestimmend, sondern der Antagonismus von Stadt und Land. Der Abstieg in die  „furchtbare Stadt“ (Onetti) steht für Einsamkeit, Prostitution, Kriminalität und Drogen. Die fiktive Stadt Santa Maria in seinem Roman Para esta noche („Für diese Nacht“, 1943), die auch den Schauplatz anderer Romane Onettis bildet, kann als Symbol der Korruption und des Niedergangs Uruguays betrachtet werden. Der Roman wurde von Werner Schroeter 2009 verfilmt (Diese Nacht).

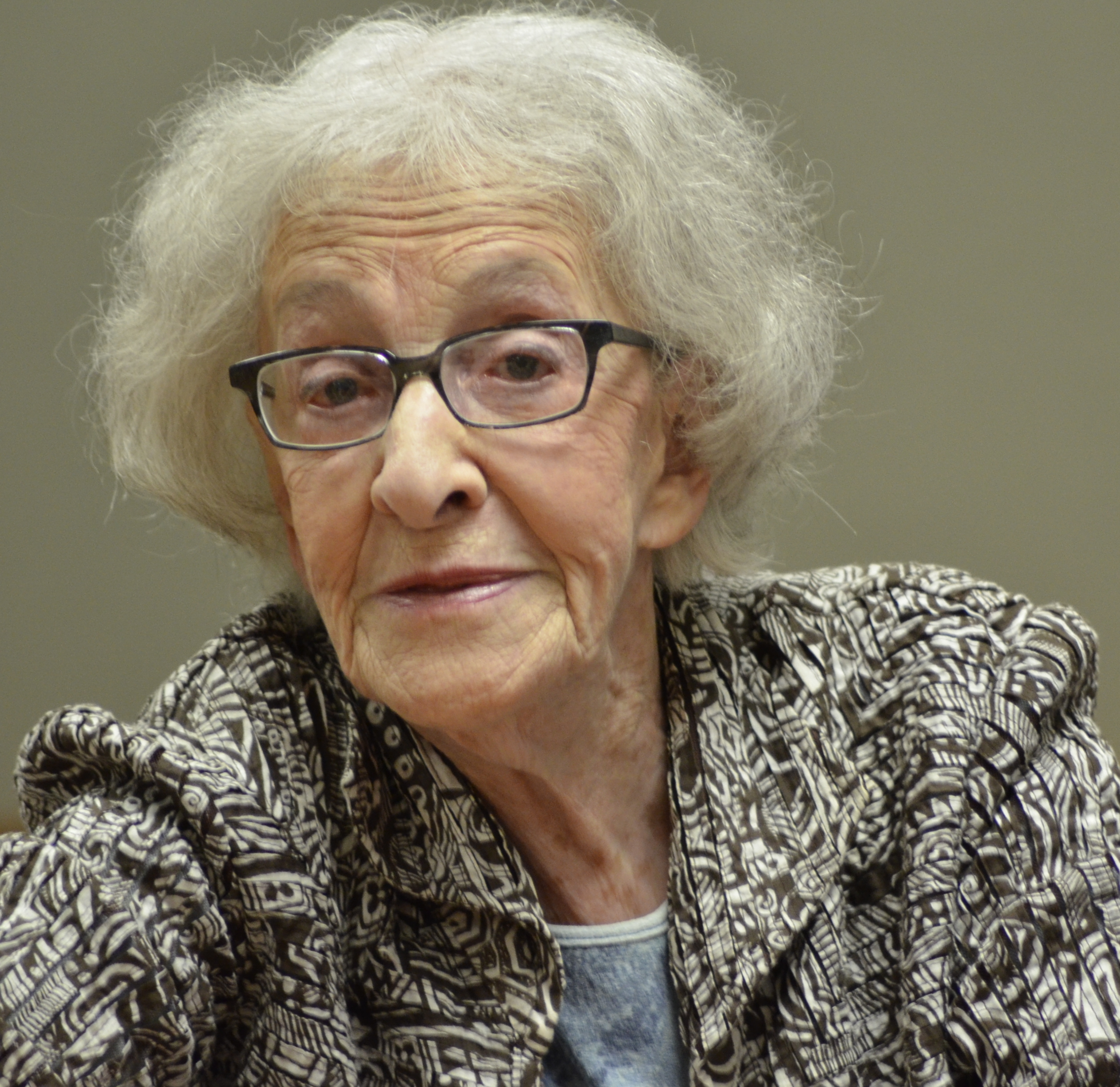
Ida Vitale

Onetti, Cervantespreisträger des Jahres 1980, gehörte zusammen mit Carlos Maggi (* 1922), Mario Benedetti, der mehr als 80 Bücher verfasste, Ángel Rama, Domingo Bordoli (1919–1982), der Lyrikerin Idea Vilariño (2020–2009), Mario Arregui (1917–1985), Emir Rodríguez Monegal, der Vertreterin der poesía esencialista und Preisträgerin des Cervantespreises 1918 Ida Vitale (* 1923), sowie dem Politiker und Journalisten Manuel Flores Mora (1923–1985) der einflussreichen sozialkritischen, aber heterogenen  Intellektuellenbewegung Generación del 45 an.

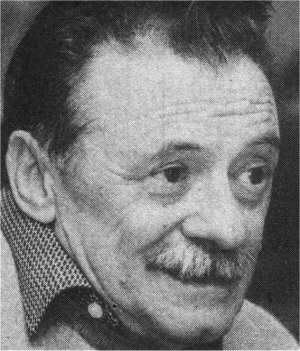
Mario Benedetti

Auch der italienischstämmige, vielfach mit Preisen ausgezeichnete Journalist und Kritiker, Lyriker und Romancier Mario Benedetti (1920–2009), ein Freund Onettis, war ein Neuerer. Weniger am Experiment interessiert als dieser, aber politischer, verfasste Benedetti zahlreiche Romane, Erzählungen, Dramen sowie Lyrik und Essays. In den 1950er Jahren ein ironischer Kritiker des saturierten Lebens, der lähmenden Bürokratie in Montevideo (Büro-Gedichte 1956) und ein militanter Kämpfer gegen den Militärvertrag mit den USA, wurde er 1971 Mitbegründer und Anführer der Linkskoalition Frente Amplio. Er war auch als Literaturkritiker, Redakteur der Wochenzeitschrift Marcha und Direktor der Hispanoamerikanischen Abteilung der Universidad de la República tätig. Seine Werke wurden in über 20 Sprachen übersetzt.
Onettis 1931 in Argentinien geborenen Sohn Jorge, der lange in Montevideo lebte, gelang es in den 1960ern, mit bitteren Satiren aus dem Schatten des Vaters herauszutreten.
Die polyglotte Essayistin und Lyrikerin Susana Soca (1906–1959) hatte lange Zeit in Frankreich gelebt und dort 1947 das anspruchsvolle, als Anthologie gestaltete Literaturmagazin Cahiers de La Licorne gegründet, welches vielen im Krieg verstummten Autoren eine Publikationsmöglichkeit bot. Seit 1953 gab sie das Magazin in Uruguay unter dem Namen Entregas de La Licorne heraus. Zu den Autoren gehörten Jorge Luis Borges, Onetti und Boris Pasternak.
Die feministisch-realistische Erzählerin und Kritikerin Sylvia Lago (* 1932) war Literaturprofessorin an der Universidad de la República Montevideo. Sie wurde mehrfach für ihre zahlreichen Romane und Erzählungen ausgezeichnet und gab auch Anthologien heraus, u. a. in deutscher Sprache Erkundungen (Berlin 1993). Ihre Themen sind das Leben von Frauen, der Alltag von jungen Menschen und die Kritik am Spießertum der aufkommenden Wohlstandsgesellschaft der 1960er Jahre.
Stilistisch isoliert steht das dennoch einflussreiche Werk von Mario Levrero (1940–2004), das teils in Argentinien und Spanien verlegt wurde. In La ciudad (1970) beschreibt er eine kafkaeske Traumwelt. Auch die Lyrikerin Marosa die Giorgio Medici (1932–2004) lässt sich stilistisch keiner Schule zuordnen.

## Die Diktatur 1973–1985

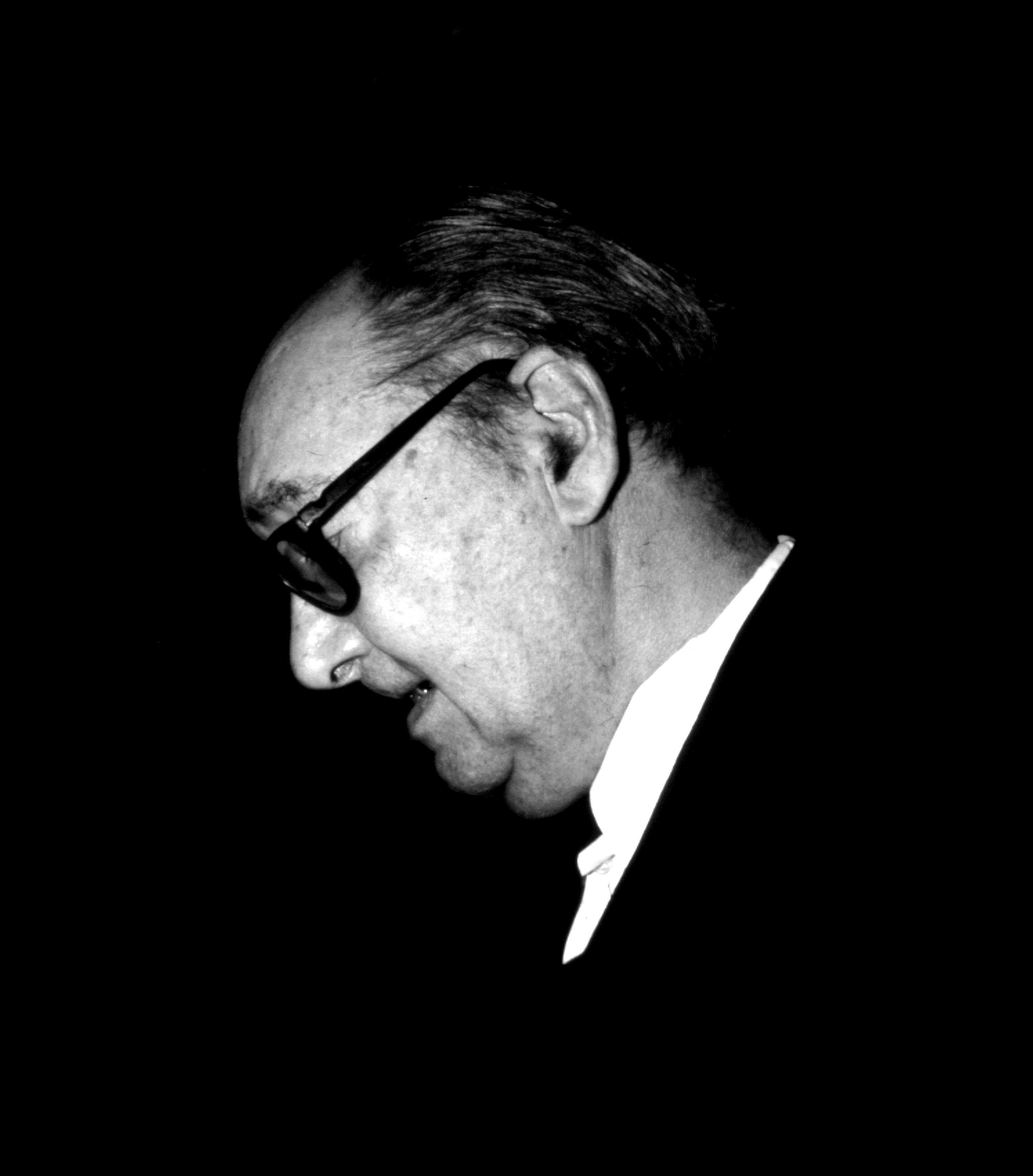
Juan Carlos Onetti (1981)

Unter der Diktatur 1973 bis 1985 verstummten viele Autoren der Generación del 45, so vorübergehend auch Sylvia Lago und Idea Vilariño, oder sie gingen ins Exil. Juan Carlos Onetti – eigentlich ein unpolitischer Dichter – wurde aufgrund seiner Mitwirkung in einer Jury, welche ein harmloses Buch mit einem Preis auszeichnete, das vom Militär als anzüglich interpretiert wurde, 1974 verhaftet und kam erst aufgrund der Interventionen internationaler Kollegen nach sechs Monaten aus einer psychiatrischen Klinik frei. Anschließend emigrierte er nach Spanien. 1980 erhielt er den bedeutendsten Literaturpreis der spanischsprachigen Welt, den Cervantespreis. Viele lateinamerikanische Autoren anerkennen den Einfluss Onettis auf ihr Werk, so auch Mario Vargas Llosa, der zu seinen frühen Lesern gehörte. Auch Benedetti musste emigrieren und lebte 1973–1983 im kubanischen und spanischen Exil.
Der politisch engagierte Eduardo Galeano (1940–2015), dessen vielfältige journalistisch-dokumentarisch-literarische Werke (vor allem Die offenen Adern Lateinamerikas, 1971) in 20 Sprachen übersetzt wurde, wurde verhaftet, floh nach Argentinien, stand dort auf der Liste der Todesschwadronen General Videlas und floh abermals nach Spanien.
Das Kulturinstitut Uruguay-DDR (Casa Bertolt Brecht), an dem der Übersetzer Ernesto Kroch arbeitete, wurde geschlossen, die Zeitschrift Marcha verboten. Benedetti verlor seine Stelle an der Hochschule und emigrierte über Argentinien und Peru, wo er ebenfalls verfolgt wurde, nach Kuba und anschließend nach Spanien. Ida Vitale emigrierte 1974 mit ihrem Ehemann Enrique Fierro nach Mexiko und kehrte 1984 zurück. Enrique Fierro lehrte zeitweise an der Universität Rostock. Die Lyrikerin und Autorin von Romanen, erotischen Erzählungen und Kurzgeschichten Cristina Peri Rossi (* 1941), die sich am Vorbild Julio Cortázars und an Franz Kafkas Erzählungen orientierte, emigrierte ebenfalls nach Spanien, hielt sich ein Jahr in Berlin auf und lebt heute in Barcelona. 2021 erhielt sie den Cervantespreis. Carlo Martínez Moreno ging 1977 ins Exil. Einige der Exilierten veröffentlichten in dieser Zeit im Aufbau-Verlag, der die erzählende Literatur Uruguays im Osten Deutschland bekannt machte.
Unter dem zunehmenden Terror erwiesen sich die Beschreibungen und Stilmittel des sozialen Realismus der Generación del 45 mit ihrem sozialen Realismus als unzulänglich. Die Realität musste nun wieder verzerrt oder metaphorisch beschrieben werden, wenn man nicht verstummen oder ins Exil gehen wollte. Peri Rossi bediente sich der Metapher oder surrealistischer Bilder („Der Abend des Dinosauriers“, dt. 1982). Während das Regime der Weltöffentlichkeit eine kulturelle Kontinuität vorspiegelte, flüchteten sich jüngere Autoren in eine hochgradig artifizielle Sprache, in phantastische Welten oder in die Zweideutigkeit.

## 1985–2000
1985 kehrte Galeano nach Uruguay zurück. Die Auseinandersetzung mit dem Putsch vom 27. Juni 1973 und seinen Folgen, mit seiner Kerkerhaft sowie die Dependenztheorie, die die Ursachen der Unterentwicklung zu erklären versucht, bildete einen Schwerpunkt seiner weiteren Arbeiten. Auch Benedetti kehrte aus Kuba zurück und lebte zeitweise wieder in Montevideo, wo er 2009 starb. Aus Tacuarembó im Norden des Landes stammt Washington Benavides, der schon früh zur Zielscheibe der Ultrarechten geworden war. Er setzte sein in den 1950er und 1960er Jahren begonnenes erzählerisches und poetisches Werk und seine herausgeberische Tätigkeit fort, die er während der Diktatur zugunsten der Beschäftigung mit der Musik reduziert hatte.
Die Werke des Erzählers und Romanciers Mario Delgado Aparaín (* 1949), der während der Militärdiktatur untertauchen musste und die Wirkung der Diktatur auf einfache Menschen beschreibt, wurden nach 1985 in mehrere Sprachen übersetzt. Sein wichtigster Roman ist La balada de Johnny Sosa, für den er den Premio Municipal de Literatura 1987 erhielt. In Montevideo lebt der 1955 in Argentinien geborene Carlos María Domínguez, dessen Werke („Wüste Meere“, 2006) auch ins Deutsche und über 20 weitere Sprachen übersetzt wurden. Tomás de Mattos (1947–2016) ist einer der wenigen Autoren aus dem Norden des Landes. Er behandelte historische und biblische Themen (Bernabé, Bernabé, 1988) und war zeitweise Direktor der Nationalbibliothek.
In jüngerer Zeit haben sich neue Gattungen entwickelt. Carmen Posadas (* 1953), die heute in Spanien lebt, ist eine sehr produktive Kinderbuchautorin und Verfasserin von Romanen und Erzählungen. Zum Kultautor gegen Ende des Jahrhunderts wurde der surrealistische Humorist, Fotograf, Illustrator, Comic- und Science-Fiction-Autor Mario Levrero (1940–2004). Die neohistorischen Abenteuerromane von Alejandro Paternain (1933–2004) fanden in den 1990er Jahren eine große Verbreitung. Durch die fiktionalisierte Chronik Maluco, la novela de los descubridores über die Träume eines Teilnehmers der Weltumseglung Ferdinand Magellans und Juan Sebastián Elcanos vom sagenhaften Reichtum der Molukken wurde Napoleón Baccino Ponce de León (* 1947) bekannt (englisch: Five Black Ships, 1994).

## Gegenwart
Erst die nach 1985 aufgewachsene Generation hat sich vom Schatten der Diktatur befreien können; doch die Krise von 2002 zwang sie erneut massenhaft zur Auswanderung. Claudia Amengual (* 1969) thematisiert die aus der Auseinandersetzung mit dieser Situation resultierenden Gefühlslagen in ihren Romanen. Andrea Blanqué (* 1959) erhielt den deutschen LiBeraturpreis 2006 für ihr Buch La pasajera (dt. „Die Passantin“) über eine alleinerziehende Mutter, die eine Weltreise unternimmt.
Die Bedeutung von Genreliteratur hat stark zugenommen, teils wird sie auch parodiert. Der Erzähler und Literaturwissenschaftler Pablo Trochón (* 1981) gewann mehrere Preise u. a. für seinen Roman La mancha mongólica (2012), eine Horrorgeschichte über eine Gruppe von „Archäopathie“ befallener Archäologen. Durch seine  Science-Fiction- und Fantasy-Romane, die oft auf Prä- und Subtexte verweisen, wurde Ramiro Sanchiz (* 1978) bekannt, der wie viele andere Autoren einen Blog betreibt.
Aus Tacuarembó im dünn besiedelten armen Norden Uruguays stammt ebenso wie Benavides der vielfach ausgezeichnete Jorge Majfud (* 1969), der sich in Essays und Romanen mit der geistigen Situation und politischen Semantik Lateinamerikas von den präkolumbischen Mythen bis zur Post-Aufklärung, aber auch mit dem Lebensgefühl der Hispanos in den USA befasst, wo er studierte und heute lebt und lehrt.

## Portuñol
In der von Abwanderung bedrohten Grenzregion zu Brasilien im Norden, insbesondere in Rivera und Artigas, wird von einigen 10.000 meist älteren Menschen Portuñol gesprochen, eine lokal unterschiedlich ausgeprägte sprachliche Varietät, die auch als Portugués del Uruguay bekannt ist. Sie ist zwar nicht standardisiert, auch gibt es keine fixierte Grammatik, sie wird aber trotz ihrer prekären Stellung als Unterschichtidiom teils anerkannt und vereinzelt auch gelehrt. Der aus Artigas stammende Literaturprofessor und Lyriker Fabián Severo (* 1981), der 2010 mit Noite nu Norte (Nacht im Norden) die erste Gedichtsammlung in Portuñol in Uruguay publizierte, erhielt 2017 den Nationalen Literaturpreis für seinen ebenfalls in Portuñol geschriebenen Gedichtband Viralata (2015).